# Эльмус (река)
Эльмус — река в России, протекает в Кондопожском районе Республики Карелия. Река вытекает из озера Эльмус и впадает в озеро Пальеозеро. Длина реки составляет 14 км. Река протекает в лесах, вдоль течения нет населённых пунктов.

## Данные водного реестра
По данным государственного водного реестра России относится к Балтийскому бассейновому округу, водохозяйственный участок реки — Свирь (включая реки бассейна Онежского озера), речной подбассейн реки — Свирь (включая реки бассейна Онежского озера). Относится к речному бассейну реки Нева (включая бассейны рек Онежского и Ладожского озера).
Код объекта в государственном водном реестре — 01040100212102000014850.